# Smart folder
Smart folder — це спеціальний тип папки у Mac OS X Finder, вміст якої є результатом пошуку у Spotlight  певної інформації. Для прикладу: можна створити папку яка постійно буде містити посилання на всі файли у назві або вмісті яких буде слово «Wikipedia», також можливо створити «розумну папку» яка постійно міститиме посилання на всі файли з розширенням '.tiff' розмір яких перевищює 50 МБ.
Швидкість роботи простого smart folder лише трішки повільніша за швидкість звичайної папки у файловій системі, хоча параметр швидкодії залежить від розміру диски, кількості файлів на ньому і параметрів критерію пошуку.